# جيوفري كوك
جيوفري كوك (9 فبراير 1936 في المملكة المتحدة - ) (بالإنجليزية: Geoffrey Cook)‏ هو لاعب كريكت بريطاني. لعب مع Kent County Cricket Club ‏ وBerkshire County Cricket Club ‏ ونادي جامعة كامبريدج للكريكيت ‏.

## وصلات خارجية
- جيوفري كوك على موقع إي آس بي آن كريك إنفو (الإنجليزية)